# Sarah Bates
Sarah Bates, née Harrop vers 1755 dans le Lancashire et morte le 11 décembre 1811, est une chanteuse anglaise.

## Biographie
Sarah Harrop naît vers 1755, dans un endroit obscur du Lancashire, de parents modestes nommés Harrop. Elle étudie à Halifax, ville natale de son futur mari, et travaille quelque temps dans une usine de cette ville. À une occasion, elle chante en public et est entendue par le Dr Howard, de Leicester, qui prophétise qu'« un jour, elle reléguerait loin derrière elle toutes les chanteuses anglaises, voire italiennes ». Pendant qu'elle reprend ses occupations habituelles, le Dr Howard chante ses louanges à Londres, jusqu'à ce que le Sandwich Catch Club le charge de la faire venir à Londres, où elle rencontre un très grand succès. Elle y étudie la musique italienne avec Sacchini, et les compositions de Haendel et des maîtres plus anciens avec son futur mari. Elle est une chanteuse de concert à succès, tant avant qu'après son mariage avec Joah Bates, qui a lieu en 1780. Son principal succès est remporté dans le domaine de la musique sacrée, qu'elle interprète avec beaucoup d'enthousiasme. Parmi ses chansons profanes, la plus célèbre est Mad Bess de Purcell. On dit qu'elle apporte à son mari 6 000 ou 7 000 livres en guise de part de mariage, résultat tangible de sa popularité en tant qu'artiste. On dit que son succès donne une grande impulsion à la culture de la musique parmi les jeunes filles des usines du nord de l'Angleterre. Mme Bates meurt à Foley Place le 11 décembre 1811.